# Bahnhof Kami-Shihoro
Der Bahnhof Kami-Shihoro (jap. 上士幌駅, Kami-Shihoro-eki) ist ein ehemaliger Bahnhof auf der japanischen Insel Hokkaidō. Er befand sich in der Unterpräfektur Tokachi auf dem Gebiet der Stadt Kamishihoro und war von 1926 bis 1987 in Betrieb.

## Beschreibung
Kami-Shihoro war ein Trennungsbahnhof an der Shihoro-Linie, die von Obihiro nach Tokachi-Mitsumata führte. Hier zweigte die (ebenfalls stillgelegte) Strecke der Hokkaidō Takushoku Tetsudō in Richtung Shintoku ab. Der Bahnhof befand sich im Stadtzentrum und war von Süden nach Norden ausgerichtet. Er besaß zwei Gleise für den Personenverkehr. Diese lagen an einem Mittelbahnsteig, das Empfangsgebäude stand an der Ostseite der Anlage. Hinzu kamen fünf Rangiergleise und ein Ausziehgleis für den Güterverkehr sowie ein kleines Depot.

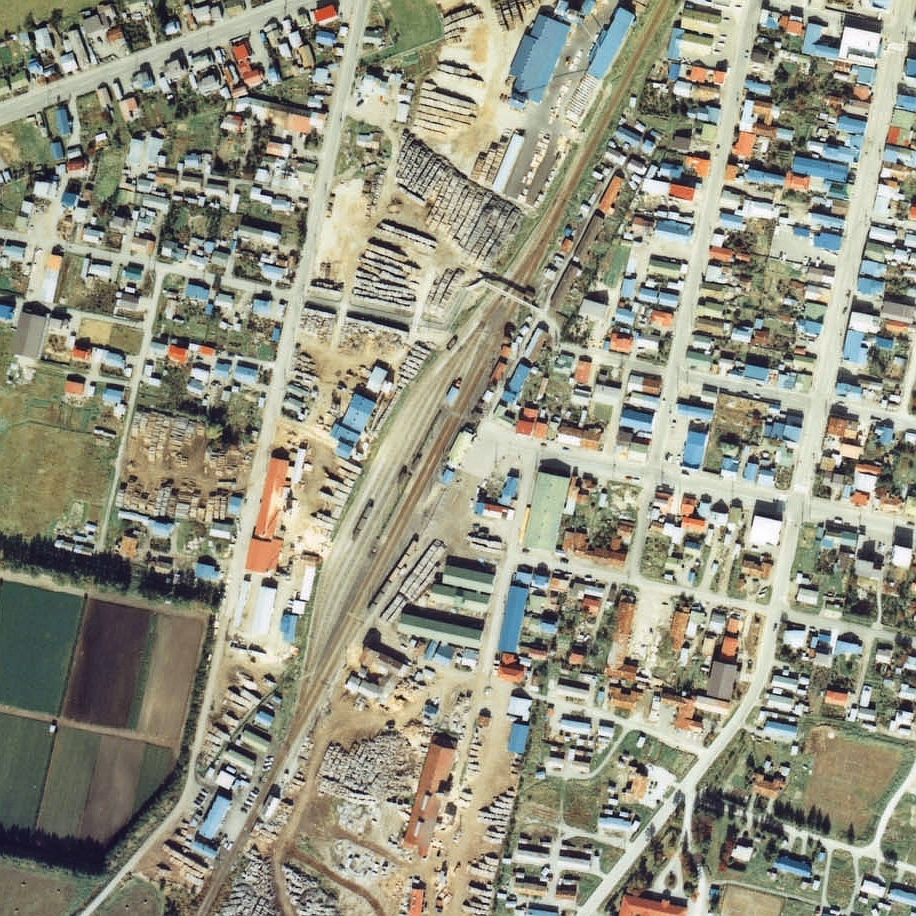
Luftansicht (1977)

Die frühere Bahnhofanlage wurde zu einem Park umgestaltet. Erhalten geblieben ist ein Teil des Mittelbahnsteigs, der mit einem Dach ergänzt wurde und heute für Veranstaltungen genutzt wird.

## Geschichte
Das Eisenbahnministerium eröffnete den Bahnhof am 10. Juli 1926, zusammen mit einem in Shihoro beginnenden Teilstück der Shihoro-Linie. Damit bestand eine Verbindung in Richtung Süden nach Obihiro. Die private Bahngesellschaft Hokkaidō Takushoku Tetsudō erschloss Kami-Shihoro von Westen; mit der Eröffnung des Teilstücks nach Shikaoi am 26. November 1929 war die durchgehende Verbindung nach Shintoku fertiggestellt.
Am 26. November 1935 wurde die Shihoro-Linie von Kami-Shihoro nach Shimizudani verlängert; vier Jahre später war sie vollendet und reichte bis nach Tokachi-Mitsumata. Von 1931 bis 1941 bestand ein Anschlussgleis zu einem Forstbetrieb des Papierkonzerns Ōji Seishi; die Wagen wurden dabei von Pferden gezogen und im Bahnhof an die Eisenbahn übergeben. Die Hokkaidō Takushoku Tetsudō legte am 31. August 1949 den östlichsten Abschnitt nach Higashi-Urimaku still, womit Kami-Shihoro erneut ein Durchgangsbahnhof war.
Die Japanische Staatsbahn stellte am 20. Dezember 1978 den Güterverkehr nördlich von Kami-Shihoro ein. Am 15. November 1982 folgte die Einstellung des Güterverkehrs auf dem verbliebenen Teilstück nach Obihiro. Schließlich legte die Staatsbahn am 23. März 1987, eine Woche vor ihrer Privatisierung, die gesamte Shihoro-Linie still.